# أبراهام بن شوشان
أبراهام بن شوشان (بالعبرية: אברהם בן שושן وهو اسم منقولٌ عن الروسية إلى العبريّة، أي: مُعَبْرَت عن اسمه الأصلي:أبراهام روزنشتاين Розенштейн وُلد في 25 ديسمبر 1906، 8 طيفيت 5667، مينسك – 8 أغسطس 1984، 10 آب 5744، القدس) عالم لغوي إسرائيلي بيلاروسي المولد، كان أحد أبرز المعجميين في اللغة العبرية في إسرائيل، ومؤلف "المعجم الجديد". حائز على جائزة إسرائيل في مجال اللغة العبرية لعام 1978 (تشف"ل). (25 ديسمبر 1906 - 8 أغسطس 1984) .
اشتهر بوضعه قاموس «بن شوشان» الذي يعتبر من أهم القواميس باللغة العبرية.
في عام 1978 حصل على جائزة إسرائيل في اللغة. 

## حياته
وُلِد أبراهام روزنشتاين في 25 ديسمبر 1906 في مدينة مينسك في بيلاروسيا (روسيا البيضاء) ضمن الإمبراطورية الروسية، وكان الابن الثالث من بين أربعة أبناء لحاييم دافيد روزنشتاين (1871–1934)، الذي تُوفي قبيل هجرته إلى فلسطين. كان والده كاتبًا ومؤلف مقالات وناشطًا صهيونيًا مرموقًا، وكان يُعرَف بأسمائه الأدبيَّة: "حَدَر مَدَن" و"رَبِّي حيدكا"، كما لُقّب بـ"דער הויכער מלמד" (بمعنى "المعلم الطويل")، وألف والدُه كتبًا لتعليم اللغة العبرية، كما وضع كتاب الصلاة "شيرا حاداشا" (שירה חדשה) (نشيد جديد)، وكان هو من قدَّم لابنه أبراهام تعليمه الأوَّلي، وقد سُجن والدُه خلال الحكم السوفييتي في روسيا، أمّا والدته فهي روشكا روزنشتاين، التي تُوفيت في القدس، ودُفنت في المقبرة اليهودية بجبل الزيتون في 24 نيسان 5704 هـ (1944 م). وكان لأبراهام شقيقان أكبر منه، راحيل (1896 – 2 أكتوبر 1984) وتسفي (1898 – 6 يونيو 1968)، وأخ أصغر يُدعى شلومو.
تلقى ابن شوشان تعليمه الأولي بين سن الخامسة والحادية عشرة في "الحيدر المطوَّر" (حيدِر مِتُوكَن חדר מתוקן نوع من المدارس اليهوديّة، تُشبه الكُتّاب عند المسلمين، وكانت تُدرِّس التّوراة) الأول في مدينته، والذي أسسه والده، الذي كان كاتبًا ومعلمًا للتوراة والتاريخ واللغة العبرية، كما كتب في صحيفة "هامليتس" (המליץ). أما تعليمه العام، فقد حصل عليه في مدرسة ثانوية حكومية تُعرف باسم "المدرسة الريالية". خلال سنوات الثورة البلشفية، التي ألغت المدارس الثانوية التقليدية وأقامت بدلاً منها نظام "دورات التعليم العام"، أكمل تعليمه هناك، كما كان يدرس التلمود في فترة بعد الظهر والمساء في "يشيفات شعاري توراه". في تلك الفترة، ساعد والده في مشروعه الذي كان يعمل عليه آنذاك، وهو تفسير جديد لكتاب "عين يعقوب" (עין יעקב).
ومع ترسّخ الحكم السوفييتي، أصبح وضع محبي اللغة العبرية أكثر صعوبة، وأُغلِق "الحيدر المطوَّر" الذي أسسه والده، لكنه استمر في تدريس العبرية في منزله. كان ابن شوشان يجيد أيضًا اليديشية والروسية بمستوى اللغة الأم.
في سن السادسة عشرة، انضم إلى حركة الشباب الصهيوني "هحالوتس هتسعير" (الرائد الشاب) ونشط فيها سرًا. بعد الثانوية، التحق مع رفاقه في الحركة بمدرسة ثانوية زراعية لمدة عام كامل، كتهيئة للهجرة إلى فلسطين، لكن السلطات اكتشفت نواياهم وطردتهم من المدرسة.

## سنواته الأولى في فلسطين
في أبريل 1925، عندما كان في الثامنة عشرة من عمره، تمكَّن من الإفلات من رقابة السلطات الشيوعية وهاجر بمفرده إلى فلسطين بمساعدة تأشيرة أرسلها له شقيقه الأكبر تسفي، الذي كان مدير مكتب أرض إسرائيل في وارسو. نُقل من السفينة التي استقلّها إلى "بيت القادمين الجدد" في تل أبيب، ومن هناك أُرسل إلى جفعات هشلوشا (גבעת השלושה)، حيث أصبح لمدة ستة أشهر عضوًا في كتيبة "عين حارود" (التي كانت آنذاك في بتاح تكفا). في الكيبوتس، تم تعيينه للعمل كإسكافي ومزارع.
وبعد ستة أشهر، وبسبب المرض والصعوبة في العمل الزراعي، اتجه إلى مهنة التدريس، وهو مجال كان متمرّسًا به منذ أن كان في روسيا، حيث عمل بالتدريس جزئيًا وساعد والده، منذ سن الثانية عشرة، في تعليم الأطفال الصغار. انتقل إلى القدس وقُبل فورًا كطالب في السنة الثالثة في معهد إعداد المعلمين العبريين بإدارة دافيد يلّين.  في القدس، في عام 1928، أكمل دراسته وحصل على شهادة التدريس. بدأ فورًا العمل في المدرسة الابتدائية المجاورة في حي تحدّث عن هذه الحقبة من حياته، فقال:
في اليوم الأول لي في المعهد، أذكره وكأنه كان بالأمس، بدأ مُعلِّمُنا الممتاز، زوتا، بقراءة قائمة الطلاب، وتوقَّف عند الأسماء الروسية والأجنبية بامتعاض قائلًا: "ما هذا؟ أي نوع من الأسماء هذه؟ علينا أن نحمل أسماء عبريَّة!" فقفز الطلاب، كلُّ واحدٍ منهم، واختار اسمًا جديدًا. هذا قال: "ابن موشيه"، وذاك قال: "ابن إليعزر". تذكَّرت الاسم المستعار الذي كان والدي يُوقِّعُ به مقالاتِهِ التي كان يُرْسِلُها مِن روسيا إلى صُحُفِ أرض إسرائيل خوفًا من الرَّقابة الروسية: "ابن شوشان"، فاخترته.
— من مقابلة أجرَتها نعومي غوتكيند مع المعجمي
كتب له والده في رسالة ردًا على ذلك:
"كن قويًا وثابتًا كالصخرة، وتفتح كزهرة السَّوسن! هذه مباركتي لتغيير اسمك!...مباركون أبنائي الأحباء الذين أعادوا المجد إلى مكانه."
عمل ابن شوشان معلمًا في بيت هكيرم لمدة 20 عامًا، حيث درّس جميع الصفوف من الثالث حتى الثامن. لاحقًا، ذكر أنه لاحظ خلال هذه الفترة افتقار طلابه لصحيفة أطفال، مما دفعه إلى تأسيس صحيفة "عيتونينو" (עתוננו) وهي كما وصَفَها: "صحيفة للأطفال والناشئة؛ تصدر كل أسبوعين من قبل مجموعة معلمين"، وقد أصدرها بالشراكة مع آخرين. كما درّس الرياضيات في المدرسة الثانوية في بيت هكيرم، وعمل لعدة سنوات في المعهد كمدرب ومعلم للغة العبرية.
التحق أثناء عمله مُدرِّسًا بالجامعة العبرية في القدس. حيث تخصص في اللغة العبرية كمجال رئيسي (وحصل على تأهيل في هذا المجال عام 1943)، ودرس الكتاب المقدس، والأدب كمجال ثانوي. حصل عام 1936 على منحة دراسية من "دائرة التعليم" (إذ لم تكن هناك بعدُ وزارة للتربية والتعليم)، ممَّا أتاحَ لهُ قضاء عام دراسي في جامعة لندن في قسم تطور الطفل، حيث زار العديد من المدارس الابتدائية. عاد من هناك مليئًا بالأفكار حول صناعة المعاجم والصعوبات التي يواجهها الطلاب العبرانيون، الذين لم يجدوا مبتغاهم في القواميس العلمية، وكانوا يُعانون من تعقيدات التعريفات القديمة والأكاديمية المفرطة.
بعد عودته إلى البلاد، أكمل دراسته الجامعية وحصل على درجة الماجستير، ثم تقاعد من التدريس عام 1967.
في الفترة بين 1946-1958، قام بن شوشان بجمع المادة لقاموس «هاميلون هحاداش» (القاموس الجديد [للغة العبرية])، والذي أصبح معروفًا منذ عام 2003 باسم "قاموس بن شوشان". ويتكون القاموس المكتمل من 24698 مدخلًا رئيسيًّا وحوالي 70000 كلمة، ولا يزال قيد الطباعة. 

## الحياة الشخصية
تزوَّجَ في عام 1931 من تسفيا كَجَان (التي تُوفيت عام 1980، ودُفنت في مقبرة جفعات شاؤول في القدس). بعد فترة تعارف قصيرة، تزوجا ورُزقا بابنهما يوفال، الذي أصبح لاحقًا أمين مكتبة في المكتبة الوطنية الإسرائيلية بالقدس، وابنتهما دفنا شيفر.

## النشاطات الأدبية والصحفية
بدأ ابن شوشان نشاطه الأدبي في مجلة الأطفال الأسبوعية "عيتونينو"، التي بدأت بالصدور عام 1932. وكان من بين مؤسسيها الثلاثة، إلى جانب يعكوف رزنيك، وجدليا أميتي.
نشر ابن شوشان في المجلة الألغاز ("أحودا نا")، والقصص، والنكات، ونسخًا منقحة لقصص التوراة، ونصوصًا في مجال العلوم الشعبية، بما في ذلك سلسلة الكتيبات "العالم الرحب" ("عولام أوملؤو" עולם ומלואו)، التي أصدرها خلال عمله في التدريس، بدايةً في المدرسة الابتدائية ثم لاحقًا في ثانوية بيت هكيرم، بالإضافة إلى سلسلة "مئة عجيبة وعجيبة". كما كتب الأشعار والمسرحيات.
قام أيضًا بترجمة بعض الأعمال الأدبية العالمية الموجهة للأطفال والناشئة إلى العبرية، ومنها "لص الغولفشتروم"، "مغامرات الدب الصغير"، و"الدب، الكلب الصغير، والقزم الشرير".
تحدث ابن شوشان عن الأوضاع الاقتصادية التي واجهتها المجلة في بداياتها، قائلًا:
"أردنا أن تكون المجلة ليس فقط أدبية، بل أيضًا مصدرًا للأخبار والمستجدات في البلاد والعالم. كانت أوضاعنا المالية دائمًا صعبة، ولم نتمكن حتى من تغطية تكاليف إصدار عدد واحد، والتي بلغت ليرتين فلسطينيتين، واضطر الكتّاب إلى التنازل عن أجورهم."
ورغم انتشار المجلة بشكل واسع في البلاد، توقفت عن الصدور عام 1937 بسبب الضائقة المالية، وعدم قدرتها على المنافسة مع مجلتي "دافار للأطفال"، و"هآرتس للأطفال".

## حرب عام 1948
خلال حرب قيام دولة إسرائيل، كان ابن شوشان قائد قطاع في لفتا بالقدس، واضطر إلى التوقف عن عمله لمدة عام. كما تعرضت المطبعة التي كان يُطبع فيها معجمه للقصف من قبل العدو، مما أدى إلى تدمير وإتلاف جميع القوالب الطباعية الجاهزة.

## وفاته
توفي أبراهام ابن شوشان إثر مع مرض عُضال في 8 أغسطس 1984 في مستشفى هداسا بالقدس، ودفن في مقبرة هار همنوحوت بجفعات شاؤول (القدس). وكان يقيم في شارع أرلوزوروف بالقدس.

## جوائز
- حصل في عام 1978، على جائزة إسرائيل في اللغة.[5]
- حصل في عام 1981 (بالاشتراك مع زيف فيلني) على جائزة بياليك للفكر اليهودي.[9]